# Mugdha Kalra
Mugdha Kalra é uma ativista indiana pelos direitos das pessoas com autismo, cofundadora de Not That Different. Ela é uma profissional das mídias eespecializada em comunicação, com mais de duas décadas de experiência em jornalismo de radiodifusão.

## Biografia
O filho de Mugdha Kalra, Madhav, foi diagnosticado com autismo aos três anos de idade. Mugdha começou a manter um diário dos gatilhos de seu filho, como muito ruído ou cor que "levariam a altos níveis de excitação". Ela também procurou uma comunidade de pais com crianças autistas, mas percebeu que queria muito mais para o filho. “Quero que este mundo seja tão meu e dele quanto de todos os outros. Foi aí que comecei a sair, a conhecer pessoas. Essa é a única maneira de ele viver sua vida."

Mugdha decidiu adotar uma abordagem diferente para responder às perguntas: uma história em quadrinhos, chamada "Not That Different" (tradução livre: "Não tão diferente"), que imagina a jornada de Madhav indo para uma escola normal em vez de uma para crianças com necessidades especiais.
“Eu deixei bem claro que o personagem neurodiverso dos quadrinhos tinha que ser Madhav”, disse Kalra. "Por que esconder isso? Em vez disso, damos voz à sua experiência. E sem se mostrar você não encontrará empatia. As pessoas simplesmente não se comprometeriam."
Para os quadrinhos, Mugdha Kalra colaborou com três mulheres: Nidhi Mishra, fundadora de uma plataforma global de publicação criativa chamada Bookosmia; Aayushi Yadav, ilustrador infantil; e Archana Mohan, autora infantil premiada.
Mugdha Kalra disse que sua submissão foi rejeitada várias vezes. Várias editoras não quiseram tratar do assunto: acharam o assunto “muito chato ou com o qual a maioria das pessoas não se identificaria”. Contudo, Nidhi Mishra esteva disposta a aproveitar a oportunidade.
Mugdha disse que compartilhar suas experiências de criação de uma criança autista a tornou mais perspicaz. Além dos quadrinhos, ela utiliza a internet – um blog, um canal no YouTube e seu Instagram – para criar debates. Ela também disse que a ajudou a combater a negatividade.
Demorou, mas ela se educou para viver com a expectativa de felicidade e não com medo. “É por isso que estou fazendo o que posso para deixá-lo em um mundo amoroso e compreensivo. Mesmo que ele não o ame, que o mundo ao menos tente entendê-lo e deixe-o ser ele mesmo."

## Prêmio
Em 2021, ela foi premiada pela BBC como uma das 100 Mulheres mais inspiradoras do mundo.